# Бесікі
Бесікі (груз. ბესიკი) справжнє ім'я Бесаріон Габашвілі (1750, Тбілісі, Картлійське царство — 1791, Ясси) — грузинський поет і політичний діяч. Для поетичної спадщини Бесікі характерні і любовна лірика, і героїчні поеми, і сатиричні вірші та епіграми. Як обер-секретар очолював Імеретинську дипломатичну місію з метою домогтися для Західної Грузії покровительства Росії.
Походив з родини відомих книжників-каліграфів Габашвілі. Батько — Захарій Габашвілі, грузинський державний діяч, письменник і священик, був духівником царів Картлі і Кахетії Теймураза II і Іраклія II, але в 1764 році через конфлікт з Католикосом Антонієм I був в 1764 відлучений від церкви і вигнаний з Тбілісі.
Як поет відомий за його літературному імені Бесікі — зменшувально-пестливе від імені Бесаріон.